# Чумаши
Чумашите (на английски: Chumash) са голяма етническа група, обитавала югозападното крайбрежие на Калифорния, в днешните окръзи Сан Луис Обиспо, Санта Барбара, Вентура и Лос Анджелис, достигайки на север по крайбрежието до залива Моро и на юг до Малибу. Във вътрешността територията им се разширявала до западната част на долината на Сан Хуакин. Също така обитавали и четири от островите Ченъл Айландс – Санта Круз, Санта Роса, Анакапа и Сан Мигел.
Процъфтявали в тази територия от около 10 000 години. Били основно ловци събирачи и умели риболовци. Те са едно от малкото калифорнийски племена, навлизащи да ловуват навътре в океана. Строели канута подобни на Полинезийските, с които плавали надалеч. Единственото племе в Северна Америка, което строяло големи лодки от дъски. Били и изкусни кошничари. Изработвали мъниста от черупки, които използвали като платежно средство. Оставили са и изключително богата колекция от скални рисунки.

## Подразделения
Географски и културно чумашите били разделени на 4 групи:

### Крайбрежни чумаши
Крайбрежните чумаши са разделени географски и лингвистично на 3 групи – Барбареньо, Инесеньо и Вентуреньо. Барбареньо заемали тясната ивица земя от Крайбрежната низина от Пойнт Консепсион до Пунта Горда в окръг Вентура. Инесеньо заемали горната и средна част на поречието на река Санта Инес, между планините Санта Инес и Сан Рафаел. Вентуреньо заемали планинската част между Вентура и Пойнт Мугу. Северните части на земите им включват района около изворите на реките Вентура и Санта Клара.
Тези 3 групи споделят обща култура и описанията за Барбареньо могат да се приложат и към останалите две групи.
Барбареньо
Барбареньо са най-известната чумашка група. За нея има много повече данни в историческите източници, отколкото за останалите. През 1542 г. Хуан Родригес Кабрило отбелязва, че чумашите били облечени в кожи и носели косата си дълга. В нея били преплетени връвчици със завързани по тях украшения от кремъчета, кост и дърво. През 1775 г. е отбелязано, че мъжете ходели напълно голи. На някои били пробити носовете и всички имали големи дупки на ушите, в които пъхали малки пръчици, подобни на рогчета дебели колкото малкия пръст, в които носели тютюна си. В студеното време носели голяма мантия от кожи на видри, заек или лисица. Дрехата достигала до талията, само на главния било позволено да я носи дълга до глезените. Използвали и одеяла от птичи и заешки кожи. Жените носели две престилки от еленова кожа дълги до коленете, с ресни и украсени с черупки от морски охлюви. Носели косата си на бретон и свободно падаща назад. И двата пола носели огърлици от кости, стеатит, черупки, а жените носели обеци от черупки и камъчета. Боядисването на тялото се практикувало широко като всяко село си имало отличителен модел. Някои от мъжете изтръгвали с мидени черупки космите по лицето си. Друго, което отбелязват ранните изследователи е, че чумашите били добре сложени, любезни, либерални, благоразположени към испанците, изключително интелигентни и умели.
Първите испанци били възхитени от домовете на Барбареньо. Те живеели в общности и имали постоянно местожителство. Къщите били подредени в групи и били добре построени, просторни и удобни. В средата на куполообразния покрив имало отвор за дима. Вътре били разположени легла от рамки, покрити с кожи. Леглата били разделени подобно на каютите на кораб, така че спящите не се виждали един друг. Куполообразните къщи били изградени от гъвкави огънати пръти, свързани в центъра в единия край и забити в земята в другия. Били покрити с гъста покривка от сплетени треви. В някои такива домове живеели до 70 души. Други разказват за къщи дълги по 15 – 16 m. Във всяко село имало една и няколко колиби за потене. Те били полуподземни направени от пръти и пръст. В нея се влизало със стълба през отвор на покрива. Близо до брега селата били изградени на високо място. Селото се състояло от няколко къщи, колиба за потене, складови помещения, церемониално заграждение, място за игри и гробище, което се намирало далеч от жилищната част.
Чумашките села стават известни сред испанците като ранчерии. Те били съставени от патрилинейни групи и имало 3 или 4 вождове, един от които бил главен. Джеймс Пийбоди Харингтън твърди, че чумашите били организирани в тотемни кланове, но по-късните етноложки проучвания не доказват това. Всяко село имало поне един главен вожд, чиято позиция била наследствена, но се изисквало и одобрение от общността. Понякога дъщери или сестри на починали вождове наследявали позицията. Един вожд може да управлява едно или повече села, но властта му е ограничена. Неговите функции били да бъде военен водач, да води церемониите и да ръководи икономическите дейности. Всяко село си имало своя ловна територия и области за събиране на храни и само с разрешението на главния вожд можело хора от други села да експлоатират тези области.
Основна храна били жълъдите, приготвяни по различен начин. Събирали се през есента и се съхранявали за целогодишна консумация. Събирали също така други видове ядки, различни семена, диви плодове и растения. За лов основно оръжие бил лъкът и стрелите. Ловували основно зайци, койоти, лисици и различни видове птици. По брега и в морето ловували морски бозайници, убивайки ги с харпуни, ловели и риба. Мекотелите също били важен източник на храна.
Чумашите споделяли много сходни културни черти с хората в съседните територии, особено с Луисеньо на югоизток, с които развивали икономика ориентирана към морето. Търговията между чумашите и съседите им също процъфтявала.
Били изкусни майстори в обработката на камък, дърво и изработката на кошници. Не са правели керамични изделия. Основно са обработвали стеатит, от който са изработвали съдове за готвене и други разнообразни неща. Със стеатит се снабдявали най-вече чрез търговия от Габриелиньо на остров Санта Каталина. Обработвали още различни мидени черупки, раковини и черупки на морски охлюви. Някои от тях използвали като платежно средство. Плетели въжета и рибарски мрежи от юка, индийски коноп и някои други растителни влакна. Обработвали различни кости, от които правели инструменти, флейти и свирки.
Почти нищо не е известно за религията на тези хора. По оскъдните данни оставени от изследователи и мисионери учените стигат до извода, че чумашите не са имали фигури и идоли, които да почитат.
Инесеньо
Чумашите под юрисдикцията на мисиите Санта Инес и Сан Буенавентура са по-слабо документирани от Барбареньо, но при тези живеещи във вътрешните долини липсвала ориентация към океана и те наблягали повече на лов и събиране. През 1806 г. в мисията Санта Инес е имало 570 чумаши, 132 от Санта Барбара и 145 от Ла Пурисима. През 1831 г. чумашите в мисията били 436.
Вентуреньо
На 12 октомври 1542 г. Хуан Родригез Кабрило акостира близо до индианската ранчерия Шишолоп на мястото на бъдещия Вентура и испанците виждат първите чумаши. Експедицията на Фрациско Портола през 1769 г., която пътува на север от Сан Диего до Монтерей за първи път среща Вентуреньо. През 1782 г. отец Хуниперо Серра основава втората мисия сред чумашите Сан Буенавентура в селото Шишолоп споменато два века по-рано от Кабрило. Навътре от океана населените места в областта Вентура не били големи. Основните села били разположени по реките Санта Клара, Вентура и Калегос Крийк. Алфред Крьобер отбелязва 28 населени места, по-късно Кинг идентифицира общо 41 и изчислява популацията на Вентуреньо през 1770 г. между 2500 и 4200. Днес много от имената на селата на чумашите в региона са се запазили като имена на съвременните селища – Мугу, Калегос, Сатико, Сими и др.
Археологическите доказателства показват, че развитата материална култура по крайбрежието запада, колкото по-навътре от морския бряг се отива.

### Обиспеньо и Пурисименьо
Обиспеньо и Пурисименьо са следващите две географски и езикови подразделения на чумашите. Имената им идват от двете основни мисии създадени за тях, Сан Луис Обиспо де Толоса (1772) и Ла Пурисима Консепсион (1787). Техните собствени имена не са известни, знае се само че Инесеньо са наричали Пурисименьо Ахму. Езикът на Обиспеньо е най-северният чумашки език, доста различен от централните чумашки езици, включително и Пурисименьо.
Двете групи живеели по крайбрежието, от Каризо Плейнс и Пойнт Естеро на север, до Пойнт Консепсион на юг. Източната граница на територията им следва линията по планините Санта Лусия и Сан Рафаел.
Двете групи са доста по-слабо познати от тези по канала Санта Барбара и са били доста по-малобройни и бедни. Не е известно дали Хуан Родригез Кабрило е посетил района.
През 1587 г. Педро де Унамуно влиза в Моро Бей. През 1595 г. Себастиан Керменьо посещава залива Сан Луис Обиспо. Гаспар де Портола преминава през областта през 1769 г. Отец Хуан Креспи съобщава, че не са срещнали никакви села, а само няколко индианци, заради което испанците предполагат, че тези индианци нямат къщи и са номади. По-късно при разкопки са открити останки на къщи и села, но те не могат да бъдат свързани с историческите им селища. Учените предполагат, че разпръсването и упадъка на населението е започнало още с първите контакти с европейците, доста преди откриването на мисиите. Към 1803 г. заради приобщаването към мисиите и високата смъртност обезлюдяват повечето села. През 1838 г. населението на мисията Сан Луис Обиспо спада до 170 души в сравнение от 919 през 1803 г. В мисията Ла Пурисима населението спада до 120 души в сравнение с 1520 през 1804 г. През 1845 г. Ла Пурисима е изоставена изцяло. През 1928 г. Бюрото по индианските въпроси съобщава само за 4 души със смесена кръв живеещи в мисията Сан Луис Обиспо.
Събирайки данните от изследователите може да се заключи, че домовете на тези хора били малки кръгли куполообразни колиби от клони. Съобщава се за землянки в залива Моро, побиращи до 12 души. Нямало каквато и да е подредба на жилищата. Доста малки селцата били често разделени. Колкото по на север се отивало, толкова по-малки и бедни били селата. Характерните чумашки лодки са били рядко срещани. Те били използвани само там, където крайбрежието позволявало. Археологическите доказателства показват, че хората са експлоатирали крайбрежните ресурси от преди 9000 години. Тъй като канутата били слабо разпространени, местните разчитали повече на събирането на храни в плитките води на ръка, с капани, с мрежи и въдици. Използвали се и копия, въпреки че върховете за метателни оръжия пристигат доста късно на север от канала Санта Барбара. Изработвали кошници и мъниста, които били по-малко разнообразни отколкото тези по канала Санта Барбара.

### Вътрешни чумаши
Вътрешните чумаши, които заемат северната част на земите на чумашите, са практически неизвестни. За тях няма почти никаква етнографска информация, малко разкопки са правени в района и не е имало установени мисии, които да водят някакви регистри за населението. В този район обаче са открити най-добрите и хубави скални чумашки рисунки. Територията на Вътрешните чумаши е разделена на 3 културно-географски региона – Куяма, Емигдиано и Кастак.
Куяма
Районът Куяма е ограничен от север от планините, разделящи басейните на реките Салинас и Куяма, на юг от планините Сан Рафаел, на запад от Крайбрежните планини и на изток от Тимблър Рейндж и планините, разделящи водосбора на реките Куяма и Санта Клара.
Първото споменаване на индианците Куяма е през 1806 г., когато отец Хосе де Залвидеа предприема проучване от мисията Санта Инес до долината на Сан Хоакин. След като преминава през няколко изоставени селца, експедицията на Залвидеа навлиза в земите на Куяма. Първото селце, на което се натъкват, е само от 3 къщи и население от 7 души разположено на река Сискюос. Изкачвайки се в планините срещат второ село с 5 къщи и 11 души. Малкият брой хора в планинските села показва, че повечето от тях вече са живеели в мисиите. Слизайки в долината на Куяма, експедицията започва да среща по пътя си по-големи села, състоящи се от 25 до 45 души. През 1824 г. втора испанска експедиция преминава през областта Куяма. Тя допълва донякъде информацията за хората. Това е всичко, което се знае за района, и днес не е сигурно дали тези индианци са били чумаши или йокути. Предполага се, че в Каризо Плейнс и долината на Куяма са живели йокути. Двете експедиции споменават общо 10 села, всичките от които малки и с малобройни жители. Нищо обаче не се споменава за езика на тези хора.
Емегдиано и Кастак
Територията на Емигдиано е най-крайната и трудно може да бъде определена. Грубо тя заема югозападния ъгъл на окръг Кърн. На север приблизително достига до Грейпвайн и Маунт Абъл, на изток до езерото Кастак и на юг до Къди Вали. За местонахождението на някои от селата им разказва отец Залвидеа в своя дневник. През 1806 г. той посещава селото Такуи на Текуя Крийк, състоящо се от 13 жители. След това посещава селото Кастеку (Кастак, Кастик) на езерото Кастак. То обаче било празно, тъй като индианците по това време били в Гуата. През 1905 г. Си Харт Мериам дава имената на 3 села, които принадлежали на Кастак. В ранчото на мисията Санта Барбара, Сан Емигдио на Сан Емигдио Крийк, се намирало чумашкото село Ташлипунау и индианците там носели същото име. Мериам записва, че тези индианци говорели диалект, подобен на този от района на Санта Барбара, а диалектът на Кастак в района на Техон си приличал с този на Вентуреньо. Алфред Крьобер изброява още едно село в горната част на Сан Емигдио Крийк, Камупау. Йокутите наричали индианците на югозападната си граница Токиа. Друга етноложка и археологическа информация за Емигдиано липсва. Според изключително оскъдните данни учените предполагат, че населението на Емигдиано е било няколкостотин души.

### Островни чумаши
Островните чумаши живеели на 4 от островите в канала Санта Барбара – Анакапа, Санта Круз, Санта Роса и Сан Мигел. Островите са били посетени от Хуан Родригес Кабрило през 1542 г. Кабрило отбелязва, че индианците, живеещи на островите са „много бедни, ядели само риба, спели на земята, във всяка къща живеели по 50 души, живеели много просто и ходели голи“.

## Език
Говорели 3 основни езика с няколко диалекта, които образуват малкото Чумашко езиково семейство към Пенутийските езици на Калифорния – Обиспеньо, Централна група (Пурисименьо, Инесеньо, Барбареньо, вероятно включващ и Емегдиано, Вентуреньо и Кастак) и Островни чумаши. Дали Куяма във вътрешността са говорели чумашки език е неизвестно. Имената идват от имената на мисиите, с които били свързани. На повечето оригиналните им имена не са известни. Всички чумашки езици днес са изчезнали или мъртви.

## Име
Името чумаш било произволно избрано от Пауъл от дума на крайбрежните чумаши за жителите на остров Санта Круз, Ми-чу-мак, или думата Чу-мак на крайбрежните чумаши за индианците на Санта Роса. Иначе всяка регионална група си имала собствено име за себе си. Жителите на Санта Роса се наричали Хел-а-уак-ску-ю. Барбареньо се наричали Уал-уа-рен-на, Инесеньо се наричали А-ла-ху-ла-по, а Вентуреньо Мич-ка-на-кан. Известни били и като Индианците Санта Барбара.

## Население
Преди контакта с европейците населението им се оценява между 10 000 и 15 000 души. През 1900 г. е имало само 200 оцелели от тях. Днес племето се е възстановило и наброява между 2000 и 5000 души. Единственият им официален резерват Санта Инес (127 акра, 1901 г.) се намира в окръг Санта Барбара.

## История
Малко данни има за племето като цяло. Нещата, които са известни, идват най-вече от ранните испански изследователи посетили региона и от регистрите на мисиите. Срещнали за първи път европейците през 1542 г. Това били два испански кораба, командвани от Хуан Родригез Кабрило. Следващият кратък контакт бил 60 години по-късно, когато Себастиан Визкайно посещава района и именува канала Санта Барбара. Испанските мисионери и войници пристигат в земите им през 1769 г. Послушни и приятелски настроени към испанците, между 1772 г. и 1817 г. чумашите с готовност изоставили селата си и се преместили в испанските мисии, където тяхната култура и старият начин на живот бързо изчезват. Няколко последователни големи епидемии до 1844 г. почти унищожават чумашите и от тях остават всичко 900 чистокръвни. През 1855 г. американците заделят 120 акра в близост до мисията Санта Инес и 109 чумаши се заселват там. Този резерват (сега намален до 75 акра) е наречен Заня де Кота и се явява най-малкият индиански резерват в Калифорния. През 1972 г. само 40 чумаши със смесена кръв живеят в него. През 1990 г. 213 индианци живеят в резервата Санта Инес (127 акра) в окръг Санта Барбара. Групата Санта Инес на индианците от мисиите чумаш („Santa Ynez Band of Chumash Mission Indians“) е федерално призната племенна единица. Крайбрежната група на индианците чумаш („Coastal Band of Chumash Indians“) чака федерално признаване от 1997 г.